# 木暮實千代
木暮實千代（日語：木暮 実千代，本名，1918年1月31日—1990年6月13日）是日本的女演員。身高159公分。

## 來歷・人物

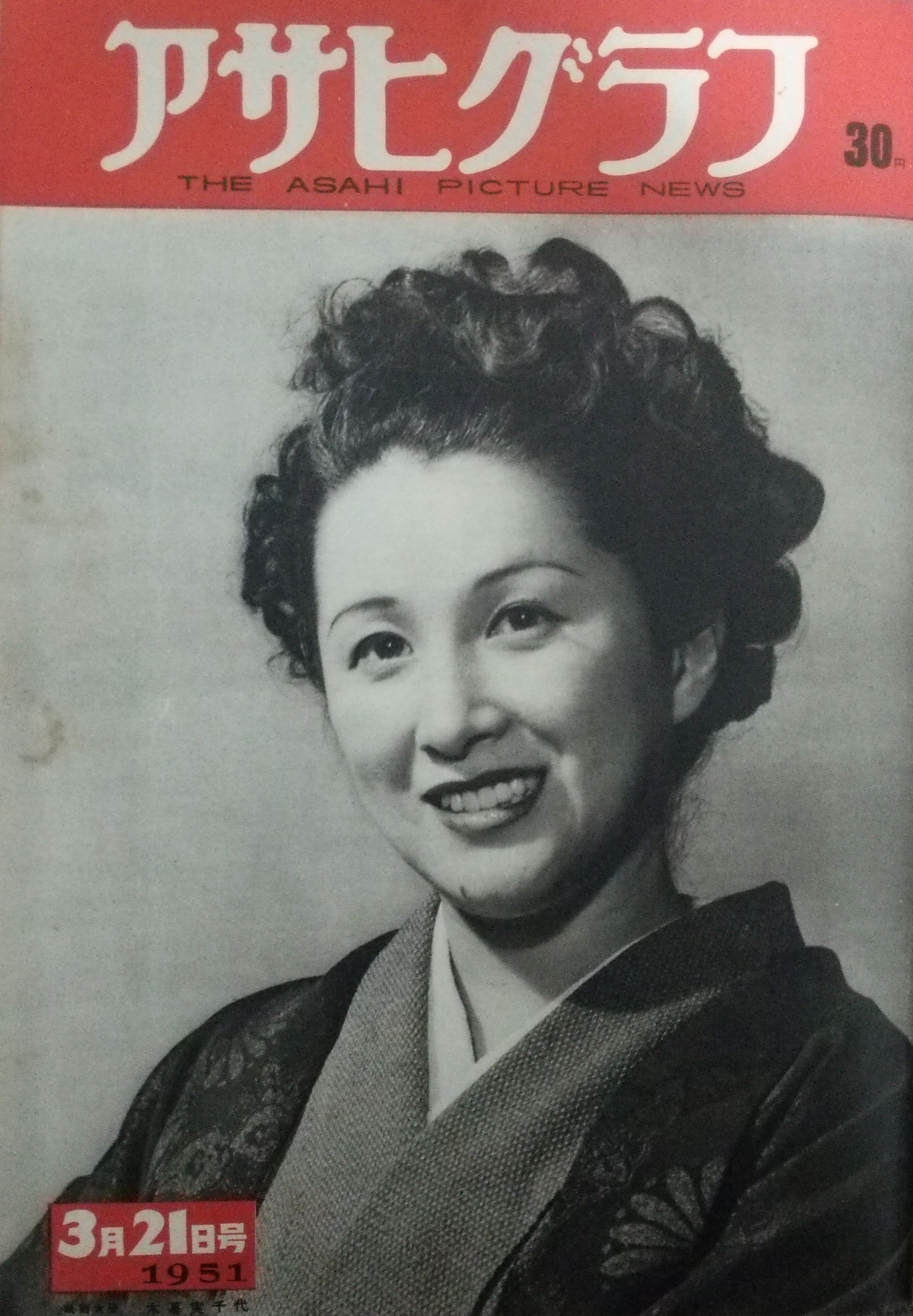
『朝日畫報』1951 年3月21日刊封面

生於山口縣下關市彥島福浦町，父親在海關工作。她的侄子是英國文學學者和隨筆家的黑川鍾信。從梅光女學院畢業後，她進入日本大學藝術學院。在日本大學藝術學院學習期間，她被田中絹代發現，並於1938年加入松竹。加入松竹時，高峰三枝子、桑野通子、水戶光子都是幹部，但在一年之內，她就準幹部晉升為幹部。
她除了擁有不同於日本女性的外表和風格之外，還具有一種誘人而風騷的性感魅力，在以純真純潔的人物為主流的松竹，她經常被選為情敵。
1944年，她與比她大20歲的表哥和田日出吉結婚。由於丈夫從事媒體工作，他們夫妻倆搬到了滿洲。戰爭結束後，她克服重重困難回到日本，並於隔年（1947年）回到松竹繼續演藝生涯。
雖然經常飾演妖媚的反派角色，但她在戰後解放社會中也成為了耀眼的存在，尤其是在1949年憑藉在《青色山脈》中飾演的藝伎一角，榮獲每日電影獎最佳女配角獎。她以極具誘惑力的「妖婦女演員 (ヴァンプ女優)」而聞名。
在她的職業生涯中，出演過 350 多部電影。
她也是第一位出演商業廣告的女演員，多年來她被稱為小林製藥的“ 小林夫人”和三洋電機的“ 三洋夫人”。 
她還積極參與志願者活動，並於1957年擔任群馬縣鳴之鐘丘少年之家的後援會會長。
1960年，公司在銀座開設了一所精修學校，教授文化教育、禮儀和美容等廣泛的社會技能。
1967年，她擔任日本小姐選美事務局理事。
1973年，她成為法務大臣認定的保護司。
1980年，她出任日本中國留學生支援協會常任理事，並允許中國留學生寄宿在她家。
1990年6月13日，因心臟衰竭去世。享年73歲（72歲沒）。去世當天被追授瑞寶章。 
與她的角色形象相反，在現實生活中，她是一位好妻子和好母親。墓地位於東京都文京區的龍泉寺。 

## 插曲
她把照片寄給電影公司參加試鏡，但沒有被選中；她確實獲得了第三名。此事使他決定移居東京，並對當時活躍於文壇的劇作家岸田國士（參與創立明治大學文學系）產生了興趣。她原本想考上明治大學文學部，但因未能及時參加入學考試，所以就讀日本大學藝術系。就讀日本大學期間，因在江之島狂歡節的露天劇中出演“弁天小姐”一角而受到星探青睞，並於1938年（昭和13年）加入松竹電影公司，從此開始了電影生涯。這時，有星探問她是否願意只出演一場戲，於是她便在《愛染桂》（根據川口松太郎同名小說改編的電影）的續集《續愛染桂》（1939 年）中扮演了一名護士。
她領導的「木暮劇團」每年在當地進行三次演出，並努力為社會福利事業籌集資金。戰爭剛結束不久，她遞給一位正在有樂町鐵軌下擦鞋的戰爭孤兒兩張百元日元鈔票，並說：「一定很冷。來，吃點熱的東西。你不用幫我擦鞋了。好好照顧自己。」少年後來去了美國，努力學習，大學畢業，成為一名高中老師（晚年，他與木暮取得了聯繫，並從美國回到日本探望時日無多的木暮）。
守靈當天，高喊「老師！」的人絡繹不絕。向照顧過她的保護司致哀，還有很多中國留學生，直到棺材被抬出來，他們還在哭，喊著“我的媽媽！”
1977年，被視為電影界「好對手」的高峰三枝子的兒子因涉嫌吸食興奮劑而被捕，高峰家族陷入了四面楚歌的包圍之中。她向高峰夫婦伸出了援助之手，以保護司的身份對他們進行監管，幫助他們重新站起來。
檀麗表示：「我很欣賞溝口健二作品中的木暮。」
她的名字經常被誤記為「 小暮實千代」。
曾祖父是德川家的旗本，明治時期在東京開了一家名為「和田牛乳」的牛奶店。 

## 主要出演

### 電影
- 愛染桂(愛染かつら)（1938年・松竹）

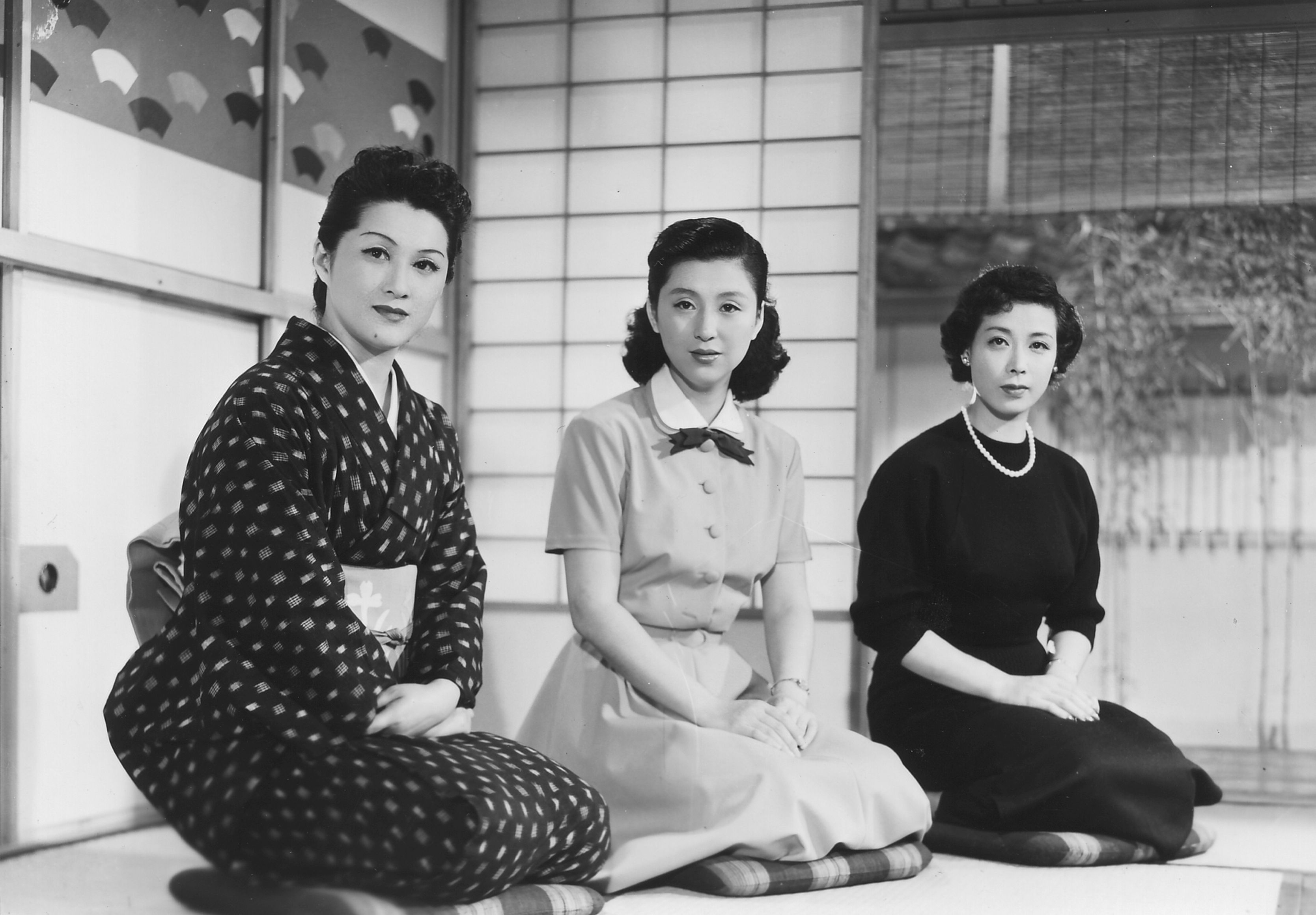
茶泡飯之味(1952)

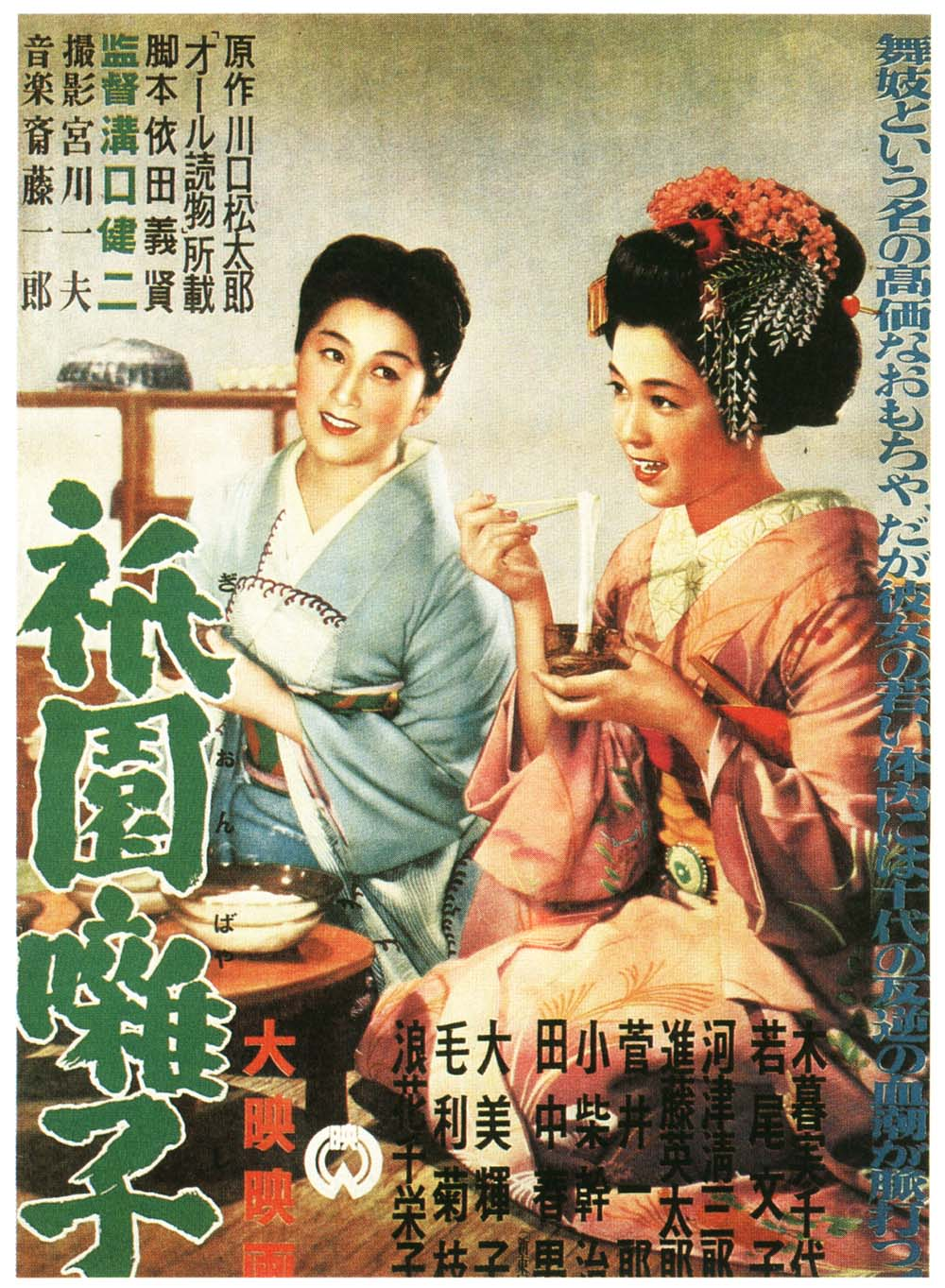
《祇園囃子》（1953年）

- 結婚天氣圖(結婚天気図)（1939年・松竹） - 毛利かほる
- 純情二重奏（日语：純情二重奏）（1939年・松竹） - 河田八千代
- 木石（1940年。共演：夏川大二郎。※VHS化・松竹） - 追川襟子
- 迎春花（1942年・滿洲映畫。共演：李香蘭）
- 間諜仍未死(間諜未だ死せず)（1942年・滿洲映畫）
- 愛國之花(愛国の花)（1942年・松竹） - 戸倉綾子
- 開戰之夜(開戦の夜)（1942年・滿洲映畫）
- 僅一夜之間(許された一夜)（1946年・松竹） - 芙美 ※退出滿洲後重返影壇的第一部作品
- 地獄的容貌(地獄の顔)（1947年・松竹） - お浜
- 新婚聯盟戰(新婚リーグ戦)（1947年・松竹） - 谷妙子
- 消失的屍體(消えた死体)（1947年・松竹） - 中山美枝子
- 四個戀愛物語（日语：四つの恋の物語 (1947年の映画)）(四つの恋の物語)（1947年 成瀬巳喜男篇・東寶） - 美津子
- 酩酊天使(醉いどれ天使)（監督：黑澤明。1948年・東宝） - 奈々江
- 遊俠群體(遊侠の群れ)（1948年・松竹） - お栄
- 三十三的足跡(三十三の足跡)（1948年・大映） - 中谷よし子
- 三面鏡的恐怖(三面鏡の恐怖)（1948年・大映） - 尾崎嘉代子・尾崎伊都子
- 五位目撃者(五人の目撃者)（1948年・大映） - 楠田マリ
- 夜晚的平台(夜のプラットホーム)（1948年・大映） - 道代
- 秘密（1948年・松竹） - 紅子
- 花嫁選手（1948年・大映） - 上村慶子
- 金色夜叉前編・後編（1948年・大映） - 赤樫満枝
- 第四位淑女(四人目の淑女)（1948年・松竹）
- 女人的奮鬥(女の闘い)（1949年・新東寶） ※共演：高峰三枝子
- 花的素顏(花の素顔)（1949年・松竹） - 麻美子
- 悲戀模樣(悲恋模様)（1949年・松竹） - 泉美麻子
- 海之野獸(海の野獣)（1949年・松竹） - 静江
- 地獄的貴婦人(地獄の貴婦人)（1949年・東寶） - 壬生夫人
- 青色山脈(青い山脈)（監督：今井正。1949年・東寶） - 梅太郎（笹井とら）
- 續青色山脈(続青い山脈)（1949年・東寶） - 梅太郎（笹井とら）
- 鍋島怪貓傳(鍋島怪猫伝)（1949年･新東寶） - お豊
- 鮮花也好暴風雨也好(花も嵐も)（1949年・松竹） - 筒井奈津子
- 石中先生行狀記(石中先生行状記)（1950年・新東寶） - 山崎モヨ子
- 歸鄉(帰郷)（1950年・松竹） - 高野左衛子
- 執行猶豫(執行猶予)（1950年・東映）
- 女性對男性(女性対男性)（1950年・東寶） - 坂口喜久子
- 雪夫人繪圖(雪夫人絵図)（監督：溝口健二。1950年・新東寶） - 信濃雪
- 童貞（1950年・松竹）
- 純白之夜(純白の夜)（監督：大庭秀雄。1951年・松竹） - 村松郁子
- 自由學校(電影)(自由学校)（1951年・大映） - 南村駒子
- 孔雀花園(孔雀の園)（1951年・新東寶） - 浅沼紀代
- 熱砂的白蘭(熱砂の白蘭)（1951年・東寶） - 白蘭
- 隨風搖曳的蘆葦 前編、後編(風にそよぐ葦 前編・後編)（1951年、東橫映畫） - 葦沢榕子
- 海之花火(海の花火)（監督：木下惠介。1951年・松竹） - 神谷美衛
- 源氏物語（監督：吉村公三郎。1951年・大映） - 藤壺
- 稻妻草紙(稲妻草紙)（1951年・松竹） - おうた
- 茶泡飯之味(お茶漬の味)（監督：小津安二郎。1952年・松竹） - 佐竹妙子
- 戀愛三重奏（日语：丘は花ざかり (1952年の映画)）(丘は花ざかり)（1952年・東寶） - 高畠信子
- 如果知道是夢的話(夢と知りせば)（1952年・松竹） - 阿久津絹代
- 赤穗城(赤穂城)（1952年・東映） - 大石妻りく（日语：香林院）
- 離婚（1952年・新東寶） - 相馬道子
- 慟哭（日语：慟哭 (映画)）（1952年・新東寶） - 神近須英子
- 情火（1952年・松竹） - 合羽屋おらく
- 阿國與五平(お国と五平)（1952年・東寶） - お国
- 彌太郎笠(弥太郎笠)（1952年・新東寶） - お島
- 紅扇（1952年・松竹） - 菊之家菊奴
- 銀二郎的片腕(銀二郎の片腕)（1953年・新東寶） - 女主人
- 千羽鶴（監督：吉村公三郎。1953年・大映） - 太田夫人
- 女間者秘聞 赤穗浪士（1953年、東映） - 大石りく
- 日輪（日语：日輪 (横光利一)）（1953年。初のカラー映画出演・東映） - 王女ヒミコ
- 祇園囃子（日语：祇園囃子 (1953年の映画)）（監督：溝口健二。1953年・大映） - 美代春
- 花之講道館(花の講道館)（1953年・大映） - お京
- 錢形平次捕物控 金色之狼(銭形平次捕物控 金色の狼)（1953年・大映） - お夏・お歌
- 魅惑的靈魂（魅せられたる魂)（1953年・東映） - 川上安子
- 都會的側臉（都会の横顔）（1953年・東寶） - 村上アサ子
- 青色革命（日语：青色革命）（1953年・東寶） - お須磨さん
- 南國太平記 前篇(南国太平記 前篇)（1954年・東映） - お由羅（日语：お由羅の方）
- 續南國太平記 薩南之嵐(続南国太平記 薩南の嵐)（1954年・東映） - お由羅
- 疾風愛憎嶺(疾風愛憎峠)（1954年・東映） - お俊
- 叛亂(叛乱)（1954年） - 鈴木侍従長夫人
- 雪之夜的決鬥(雪の夜の決闘)（1954年・大映） - おちか
- 媽媽的日記(ママの日記)（1954年・東宝） - 小原道代
- 明日的幸福(明日の幸福)（1955年・東宝） - 松崎恵子
- 里約的情熱(リオの情熱)（1955年・東宝） - 植村珠江
- 傳七捕物帖 女郎蜘蛛(伝七捕物帖 女郎蜘蛛)（1955年・松竹） - お千代
- 紋三郎之秀(紋三郎の秀)（1955年・新東宝） - お辰
- 伊太郎獅子（1955年・大映） - 千代次
- 續宮本武蔵 一乘寺的決鬥(続宮本武蔵 一乗寺の決闘)（1955年・東宝） - 吉野太夫
- 新・平家物語（監督：溝口健二。1955年・大映） - 泰子（祇園女御）
- 王將一代(王将一代)（監督：伊藤大輔、1955年・新東宝） - 坂田玉江
- 明治一代女（日语：明治一代女 (1955年の映画)）（1955年・新東宝） - 叶家お梅（日语：花井お梅）
- 次郎物語（1955年・新東寶） - お芳
- 赤穗浪士 天之卷・地之卷（日语：赤穂浪士 (小説)）(赤穂浪士 天の巻・地の巻)（1956年、東映） - 伏見橦木町遊郭の娘
- 幸福在那顆星星的下面(幸福はあの星の下に)（1956年・東宝） - 萩の家八千代
- 夜間中學（日语：夜間中学 (映画)）(夜間中学)（1956年・大映） - 鮮太の母
- 花之候鳥(花の渡り鳥)（1956年・大映） - 見返りのおぎん
- 鬼不在之時(鬼の居ぬ間)（1956年・東寶） - 丹木秀子
- 花的兄弟(花の兄弟)（1956年・大映） - 賑のお辰
- 與女囚同在(女囚と共に)（1956年・東宝） - 千葉やす子
- 飯澤匡的作品「二號」中的某位女性(飯沢匡作「二号」より ある女の場合)（1956年・東寶） - 御園とく
- 霧之音(霧の音)（1956年・大映） - つる子
- 月形半平太 花之卷・嵐之卷(月形半平太 花の巻・嵐の巻)（1956年・大映） - 染八
- 祗園的姊妹(祇園の姉妹)（1956年・大映） - 美津次
- 赤線地帶(赤線地帯)（監督：溝口健二。1956年・大映） - ハナエ
- 彌太郎笠(弥太郎笠)（1957年・大映） - お吉
- 桃太郎武士(桃太郎侍)（1957年・大映） - 花房小鈴
- 錢形平次捕物控 女狐屋敷(銭形平次捕物控 女狐屋敷)（1957年・大映） - 藤間勘美津
- 錢形平次捕物控 狼齒蛇(銭形平次捕物控 まだら蛇)（1957年・大映） - お絹
- 雨情（1957年・東寶） - 野口雨情の妻しづ
- 那晚的秘密(その夜のひめごと)（1957年・東寶） - 遠藤さよ
- 曙莊的殺人(曙荘の殺人)（1957年・大映） - 栗林須磨子
- 大菩薩嶺（第二部）(大菩薩峠（第二部）)（1958年・東映） - お徳
- 楠公二代誠忠錄(楠公二代誠忠録)（1958年・東映） - 楠木正成の妻久子
- 遊狹五人男(遊狭五人男)（1958年・東映） - お藤
- 母三人（1958年・東宝） - ケイ子
- 直八孩子旅行(直八子供旅)（1958年・東映） - おなつ
- 清水的佐太郎(清水の佐太郎)（1958年・松竹） - 清水の次郎長の妻お蝶
- 天保水滸傳(天保水滸伝)（1958年・松竹） - お豊
- 紅蝙蝠（1958年・松竹） - お滝
- 眠狂四郎無賴控 魔劍地獄(眠狂四郎無頼控 魔剣地獄)（1958年・東寶） - 文字若
- 忠臣藏(忠臣蔵)（1958年・大映） - 浮橋太夫
- 忠臣藏 櫻花之卷、菊花之卷(忠臣蔵 櫻花の巻・菊花の巻)（1959年・東映） - 大石りく
- 蜉蝣繪圖(かげろう絵図)（1959年・大映） - お美代の方（日语：専行院）
- 兩人的假日(ふたりの休日)（1959年・東映） - 敏江
- 狂飆時代 以命相賭(スピード狂時代 命を賭けて)（1959年・東映） - 美子
- 榛名囃子喧嘩鷹(榛名ばやし喧嘩鷹)（1959年・東映） - お蝶
- 天空晴朗時(空は晴れたり)（1959年・東映） - 宮坂あつ子
- 男子爆發(男が爆発する)（1959年・日活） - 伊達兼子
- 風的裡外(風のうちそと)（1959年・松竹） - 三木照世
- 母親與女兒的瞳孔(母と娘の瞳)（1959年・東映） - 虎谷美沙子
- 黑部谷的大劍客(黒部谷の大剣客)（1960年・東映） - お蘭
- 來到清水港的男人(清水港に来た男)（1960年・東映） - お袖
- 蔚藍的海流(蒼い海流)（1960年・東映） - 四宮信乃
- 親鸞（1960年・東映） - 萬野
- 遙遠母親的臉龐(遙かなる母の顔)（1960年・東映） - 飛島光代
- 旗本退屈男 謎之幽靈島（日语：旗本退屈男 謎の幽霊船）(旗本退屈男 謎の幽霊島)（1960年・東映） - 乱れ雲のおりん
- 您所知道的刺青判官(御存じ いれずみ判官)（1960年・東映） - お半
- 一條遙遠的道路(遠い一つの道)（1960年・東寶） - 桑田順子
- 鳴門秘帖（日语：鳴門秘帖 (1961年の映画)）（1961年・東映） - 見返りお綱
- 禁獵區(禁猟区)（1961年・松竹） - 小村雪
- 赤色影法師(赤い影法師)（1961年・東映） - 母影
- 寛美的三等社員(寛美の三等社員)（1961年・松竹） - 古川信子
- 赤穗浪士(赤穂浪士)（1961年・東映） - およね
- 鳴門秘帖 完結篇（1961年・東映） - 見返りお綱
- 朝霧街道（1961年・第二東映） - おぎん
- 天真的孩子(はだかっ子)（1961年・東映） - 三浦およし
- 家光與彥左與一心太助(家光と彦左と一心太助)（1961年・東映） - お豊
- 宮本武藏（1961年・東映） - お甲
- 香港之夜 (電影)(香港の夜)（1961年・東寶） - 松山好子
- 吹散青春的淚水(若い涙を吹きとばせ)（1961年・東映） - 吉村あや子
- 空與海的結婚(空と海の結婚)（1962年・松竹） - 川崎女史
- 婦系圖(婦系図)（1962年・大映） - 小芳
- 純真的櫻花 馬上的少年武者(よか稚児ざくら 馬上の若武者)（1962年・東映） - しづ
- 小子部(ちいさこべ)（1962年・東映） - お慎
- 山雀姐妹 佐渡候鳥(こまどり姉妹 おけさ渡り鳥)（1962年・東映） - 春田きぬ
- 眼簾中的母親(瞼の母)（1962年・東映） - おはま
- 雲雀的母親之戀吉他(ひばりの母恋いギター)（1962年・東映） - 津山お俊
- 野蠻藝伎與大阪娘(べらんめえ芸者と大阪娘)（1962年・東映） - 綾子
- 宮本武藏 般若坂之決鬥(宮本武蔵 般若坂の決斗)（1962年・東映) - お甲
- 暗黑街的顏役 十一人的幫派(暗黒街の顔役 十一人のギャング)（1963年・東映） - 山之内美和
- 宮本武藏 二刀流開眼(宮本武蔵 二刀流開眼)（1963年・東映） - お甲
- 喜劇 豬排一代(喜劇 とんかつ一代)（1963年・東寶） - 田巻おくめ
- 淘氣天使(わんぱく天使)（1963年・東宝） - 山崎千鶴
- 五番町夕霧樓(五番町夕霧楼)（1963年・東映） - 夕霧楼女将・かつ枝
- 鴝鳥的蘋果姐妹(こまどりのりんごっ子姉妹)（1963年・東映） - 三木武子
- 女忍法(くノ一忍法)（1964年・東映） - 阿福
- 鮫（1964年・東映） - 越中の女
- 地獄命令（1964年・東映） - 大松ギン
- 孤獨的賭注(孤独の賭け)（1965年・東映） - 太田垣鶴子
- 冷飯與廚娘與父親(冷飯とおさんとちゃん)（1965年・東映） - 椙女
- 黑貓(黒い猫)（1965年・東映） - 葉室夕子
- 湖之琴(湖の琴)（1966年・東映） - 鈴子
- 以男子漢的心胸決勝負(男度胸で勝負する)（1966年・東映） - 小山菊
- 四疊半物語 娼婦(四畳半物語 娼婦しの)（1966年・東映） - 立花種子
- 天下的快男兒(天下の快男児)（1966年・松竹)
- 天下的怪男子(天下の怪男子)（1967年・松竹） - 杉田綾子
- 賭徒 不死身的勝負(博徒打ち 不死身の勝負)（1967年・東映） - 花村スギ
- 消滅年輕老大(若親分を消せ)（1967年・大映） - 神部さだ
- 續大奧(秘)物語(続大奥(秘)物語)（1967年・東映） - お民
- 大奧繪卷(大奥絵巻)（1968年・東映） - 中年寄藤尾局
- 渡世人列傳(渡世人列伝)（1969年・東映） - 三田あき
- 真是好湯 全員集合！(いい湯だな 全員集合！)（1969年・松竹） - お玉
- 日本黑道傳 總長之道(日本やくざ伝 総長への道)（1971年・東映）ｰお才
- 女渡世人（1971年・東映） - お滝
- 關東緋櫻一家(関東緋桜一家)（1972年・東映） - お勢
- 三婆（1974年・東寶） - 富田駒代
- 電影導演的生涯 溝口健二的紀錄(ある映画監督の生涯 溝口健二の記録)（1975年）※取材協力
- 橡子(どんぐりッ子)（1976年・東寶） - 野呂夫人
- 炎之舞(炎の舞)（1978年・東寶） - 久坂玉乃
- 男人真命苦23 飛翔的寅次郎(男はつらいよ 翔んでる寅次郎)（監督：山田洋次。1979年・松竹） - 入江絹子
- 女人6丁目 蜜の味(おんな6丁目 蜜の味)（1982年・東映） - あずさ
- 刑事物語3 潮騒之詩(刑事物語3 潮騒の詩)（1984年・東寶） - 仁科玉江

### 電視劇
- 阿部一族（日语：阿部一族）（1959年・TBS電視台）
- わが家の楽園（日语：わが家の楽園）（1959年 - 1960年・日本電視台）
- パパだまってて（日语：パパだまってて）（1962年 - 1963年・TBS電視台） - 野島千代
- 嫁ぐ日まで（日语：嫁ぐ日まで）「声なき誓い」（1963年・富士電視台）
- グーチョキパー（日语：グーチョキパー）（1964年・富士電視台） - ママ（女醫）
- 虹の設計（日语：虹の設計）（1964年 - 1966年・NHK電視台）
- 母子草 (テレビドラマ)（日语：母子草 (テレビドラマ)）（1964年・朝日電視台）
- 信託水曜劇場（日语：信託水曜劇場） 「乳母車」（1965年・富士電視台）
- 破れ太鼓（日语：破れ太鼓）（1965年・NHK電視台）
- 源氏物語（1965年・每日放送）- 弘徽殿女御（日语：弘徽殿女御）（大后）
- 風と樹と空と（日语：風と樹と空と）（1965年・日本電視台） - 安川弓子
- チコといしょに（日语：チコといしょに） 第21回「湯豆腐の味」（1965年・日本電視台）
- 白色巨塔(白い巨塔)（1967年・朝日電視台） - 東教授夫人政子
- 刑事さん（日语：刑事さん） 第４回「羽田発五一七便」（1967年・朝日電視台）
- 東京物語（1967年・富士電視台 鹽野義電視劇場（日语：シオノギテレビ劇場）） - 志げ
- あゝ同期の桜（日语：あゝ同期の桜） 第12回「我ひとり大空に散らん」（1967年・日本電視台）
- 幕末姉妹（日语：幕末姉妹）（1968年・富士電視台）
- 女の顔（日语：女の顔 (石坂洋次郎の小説)）（1968年・TBS電視台）
- 大奥 (1968年のテレビドラマ)（日语：大奥 (1968年のテレビドラマ)）（1968年・關西電視台） - 矢島局（日语：矢島局）
- 五番町夕霧楼（1968年・富士電視台系） - 夕霧楼女将・かつ枝
- ざっくばらん（日语：ざっくばらん (テレビドラマ)）（1968年・日本電視台）
- 女殺し屋 花笠お竜（日语：女殺し屋 花笠お竜） 第9回「女が燃えれば鈴が鳴る」（1968年・東京電視台）
- あゝ忠臣蔵（日语：あゝ忠臣蔵）（1969年・關西電視台） - 大石りく
- 五番目の刑事（日语：五番目の刑事） 第15回「地獄への片道切符」（1969年・テレビ朝日）
- プロフェッショナル（日语：プロフェッショナル） 第2回「お熱いダイヤモンド」（1969年・TBS電視台）
- 日本任侠伝（日语：日本任侠伝） 第2シリーズ 第2話「伊那の勘太郎」（1969年・朝日電視台）
- 五瓣の椿（日语：五瓣の椿）（1969年・富士電視台 女人的劇場（日语：おんなの劇場）） - おその
- 遠山の金さん捕物帳（日语：遠山の金さん捕物帳）（1970年 - 1973年・NET電視台）
- 大坂城の女（日语：大坂城の女）（1970年・關西電視台） - 淀殿
- 素浪人 花山大吉（日语：素浪人 花山大吉）（朝日電視台）
  - 第66話「想い出だけが泣いていた」（1970年）
  - 第85話「女が女にふられていた」（1970年）
- 徳川おんな絵巻（日语：徳川おんな絵巻）（1970年 - 1971年・關西電視台） - 月蓮院
- 大奥恋物語（日语：大奥恋物語）（1971年・富士電視台） - 天英院
- マドモアゼル通り（日语：マドモアゼル通り）（1972年 - 1973年） - 緒方クニヨ
- ぼんち（日语：ぼんち (小説)）（1972年・1972年） - 勢以
- 長谷川伸シリーズ（日语：長谷川伸シリーズ） 第11話「三ツ角段平」（1972年・朝日電視台）
- 加那子という女（日语：加那子という女）（1973年・富士電視台）ｰしげ
- 大久保彦左衛門（日语：大久保彦左衛門）（1973年 - 1974年・關西電視台） - 春日局
- 非情のライセンス（日语：非情のライセンス） 第1シリーズ 第38話「兇悪の虚栄」（1973年・朝日電視台） - 津山いく子
- 銀河テレビ小説（日语：銀河テレビ小説） 仮縫 （1977年・NHK電視台） - 松平ユキ
- 土曜ワイド劇場（日语：土曜ワイド劇場）（朝日電視台）
  - 「愛情の証明 新妻に捧げる恐怖のメロディ」（1977年）
  - 「料理教室殺人事件 卵のトリック」（1981年）
  - 「危険な誘拐 貴女ならどうする!?」（1982年）
- 悪女について（日语：悪女について）（1978年・朝日電視台） - 富本宮子
- 柳生一族の陰謀（日语：柳生一族の陰謀）（1978年 - 1979年・關西電視台） - 崇源院お江与
- 草燃える（日语：草燃える）（1979年・NHK大河劇） - 右京局
- 徳川の女たち（日语：徳川の女たち） 第1部（1980年・富士電視台系） - 築山殿
- 骨肉の森（日语：骨肉の森）（1981年・テレビ朝日）
- 火曜サスペンス劇場（日语：火曜サスペンス劇場）（日本電視台）
  - 「空白迷路」（1982年）
  - 「家族の中の他人」（1982年）
  - 「狂った信号」（1984年）
- ポーラテレビ小説（日语：ポーラテレビ小説） / 千春子（1983年 - 1984年・TBS電視台） - 津島まさ
- ザ・サスペンス（日语：ザ・サスペンス） 第61回「山之内家の惨劇」（1983年・TBS電視台）
- 木曜ゴールデンドラマ（日语：木曜ゴールデンドラマ）（讀賣電視台）
  - 「嫁・嫁・姑」（1984年）
  - 「嫁と姑の隣人戦争Ⅲ」（1986年）

### 其他
- 大發問答：這是對的，這是錯的。(ダイハツクイズ そうですちがいます)（1962年 - 1963年・富士電視台）
- 電視銀婚紀念日：一對可愛的夫妻(テレビ銀婚式 すてきな夫婦)（1965年・日本電視台） - 主持人
- 獅子的餐食(ライオンのいただきます)（1984年 - 1989年・富士電視台） - 來賓

## 相關書籍
- 時尚學入門 ：一本讓你身心年輕10歲的書(おしゃれ学入門 : 身も心も10歳若返るための本)（佼成出版社，1973年刊）
- 活著真好：笑與淚的鬥病記(生きているって素晴らしい 笑いと涙の闘病記) (IPEC，1989 年 12 月刊) ISBN 4-87047-087-X

## 註解
1. ↑  『週刊朝日』1982年8月27日刊、p.97
2. ↑  『每日畫報』1949年6月15日刊、p.13
3. ↑  加入時事新報後，擔任中外商業新報社會事務部部長和評論員。二二六事件時，進入首相官邸與中尉栗原泰秀會面，並在1936年8月號《中央公論》上發表了回憶錄。大約兩年後，他辭去報社記者的工作，前往滿洲，在那裡與實千代結婚並返回日本。
4. ↑  「二二六事件與謎之獨家新聞」2016年2月21日日本經濟新聞
5. ↑  世相風俗觀察會. . 河出書房新社. 2009-03: 70. ISBN 9784309225043.
6. 1 2  . 2016-09-17  [2022-10-05]. （原始内容存档于2025-04-12）.
7. ↑  小石川佛教會「小石川的寺院」刊行委員會 編『小石川的寺院（上巻）』小石川佛教會、2002年、88-90p